# Görbelmoos

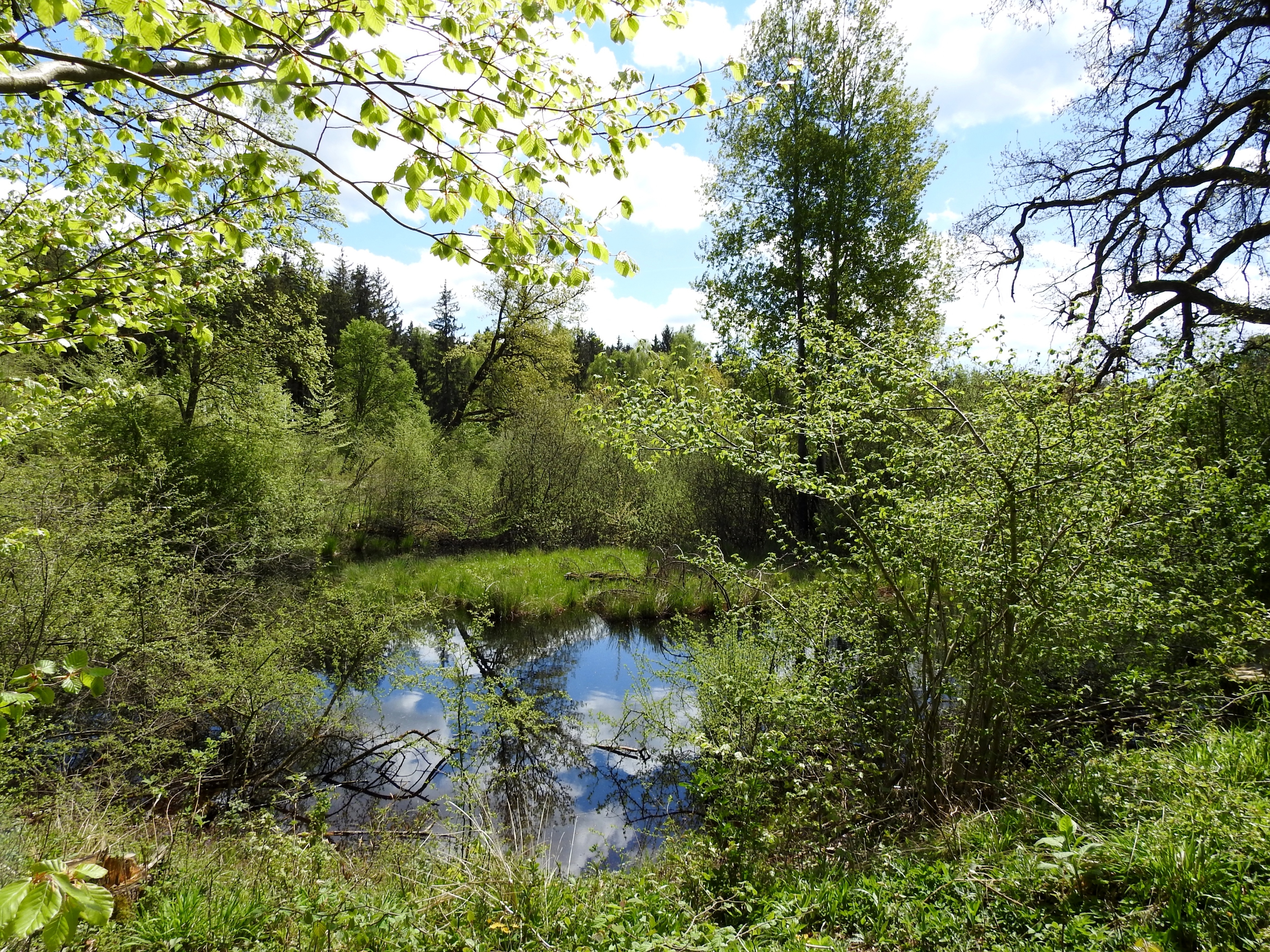
Naturschutzgebiet Görbelmoos (Mai 2017)

Das Naturschutzgebiet Görbelmoos liegt auf dem Gebiet der Gemeinde Gilching im Landkreis Starnberg in Oberbayern. Es ist Teil des FFH-Gebietes „Moore und Buchenwälder zwischen Etterschlag und Fürstenfeldbruck“ (7833-371).
Das 15,06 ha große Gebiet mit der Nr. NSG-00034.01, das im Jahr 1941 unter Naturschutz gestellt wurde, erstreckt sich westlich des Kernortes Gilching. Südlich verläuft die A 96, nordwestlich fließt die Amper.